# Organotropismus
Der Terminus Organotropismus (oder Organotropie, adjektivisch organotrop, von griechisch: organon = Werkzeug; trop = drehen, wenden) bedeutet in Biologie und Medizin, dass etwas „auf bestimmte Organe gerichtet bzw. einwirkend“ ist, also eine Affinität zu diesen Geweben oder Organen des Körpers aufweist. So weisen Medikamente, Hormone oder auch Mikroorganismen häufig einen Organotropismus auf. Beispiele sind auch der Tropismus von Viren wie beispielsweise dem Hepatitis-B-Virus, das vor allem in der Leber zu finden ist, sowie das Bakterium Helicobacter pylori, das unter anderem die Schleimhaut des Magens befällt. Das Hormon Erythropoetin wird hauptsächlich in der Niere gebildet und entfaltet seine Wirkung im Knochenmark. Hier regt es die Bildung der roten Blutkörperchen an (Erythropoese). 
Auch die Absiedlungen (Metastasen) von bösartigen Tumoren sind oft organotrop. Beispielsweise metastasiert das Prostatakarzinom bevorzugt in die Knochen.